# Rétegnyelv
A rétegnyelv terminusnak a magyar nyelvészetben alapvetően két jelentése van:
1. Bizonyos társadalmi rétegeknek a csoportnyelvekhez hasonló (de a csoportnyelveknél szélesebb társadalmi körben használt) nyelvváltozata, amely általában csak a szókincs egy kis részében tér el a köznyelvtől (Ilyen a munkások nyelve, az ifjúság nyelve és hasonló nyelvváltozatok.)
2. Az irodalmi nyelv és a nyelvjárások összefoglaló megnevezése. Ebben az értelemben a rétegnyelvek a lektusokhoz hasonlóan nemcsak szókincsből állnak, hanem önálló grammatikai jellemzőik is vannak.

A szociolingvisztika terminusai közül a regiszternek és a szociolektusnak szokták megfeleltetni, bár ezekkel nem teljesen azonos fogalmat takar.